# イピロス
イピロス（ギリシャ語: Ήπειρος / Ípiros、アルバニア語: Epiri）は、ギリシャ共和国の広域自治体であるペリフェリア（地方）のひとつ。歴史的な地名としては、現在のギリシャとアルバニアにまたがるイオニア海沿岸の地域を指す (Epirus (region)) 。
古典ギリシャ語ではエーペイロス（Ἤπειρος / Ēpeiros）、ラテン語ではエーピールス（Ēpīrus）と呼ばれた。日本語表記では古典式の発音に基づく慣用形としてエピロスも用いられる。

## 地理

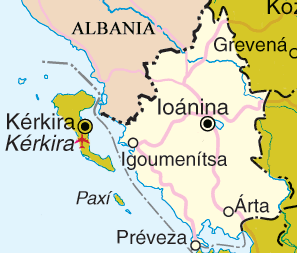
イピロス地方

### 位置
現行の行政区画としてのイピロス地方（Περιφέρεια Ηπείρου）は、ギリシャの北西部に位置しており、西にイオニア海に面し、北にアルバニアと国境を接している。東はピンドス山脈を隔てて西マケドニア地方やテッサリア地方と境を接し、南は西ギリシャ地方である。イオニア海にはケルキラ島などの島々が浮かぶが、これらは歴史的にイピロスの一部とはみなされず、イオニア諸島に属する。
ギリシャには地方区画の方法として、行政区画であるペリフェリア（地方）とは別に9つの「地理的な地方」があるが、地理的な地方としての「イピロス」はイピロス地方の範囲と一致する。

歴史的な「イピロス」は時代によって示す範囲が異なるが、おおむねバルカン半島西南部のイオニア海とピンドス山脈に挟まれた一帯、現在のアルバニアとギリシャとの間にまたがる地域である。現在の国境線は1913年に引かれたものであるが、歴史的に「イピロス」と呼ばれた地域を自国に帰属させようとする民族統一主義思想はギリシャ・アルバニアの双方に存在する。アルバニア側のギリシャ人が多く住んでいた地域は、おもにギリシャ人から「北イピロス」と呼ばれる。

### 地勢

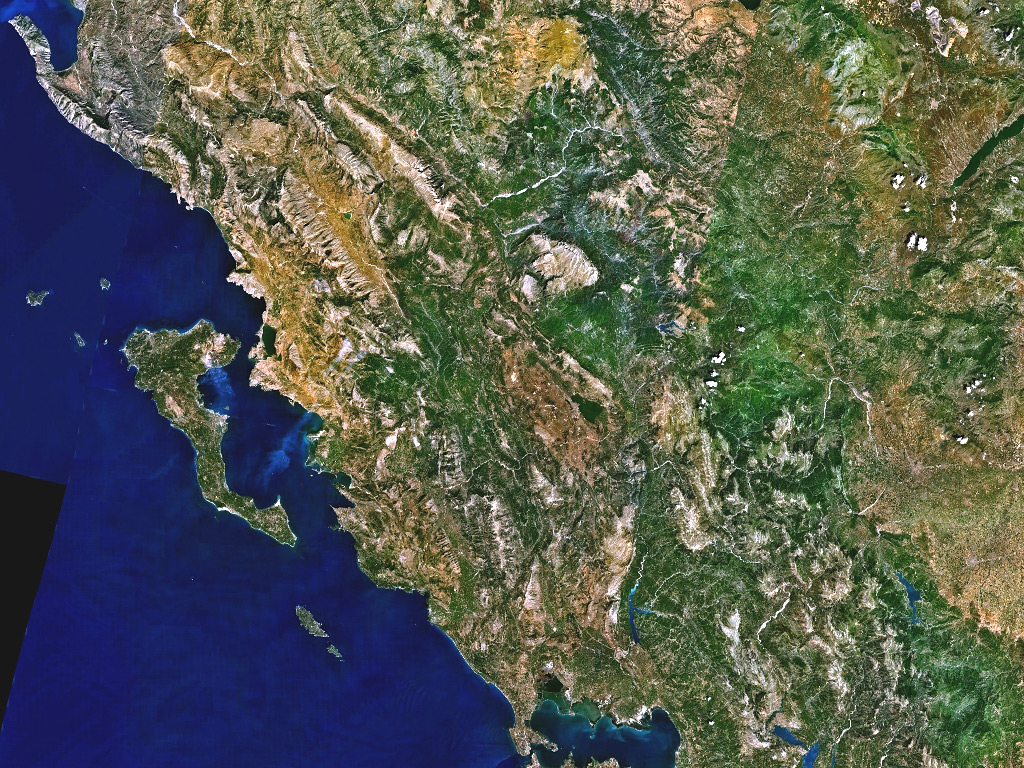
ランドサット画像によるイピロス周辺

イピロス地方はそのほぼ全域が山岳地帯である。ペリフェリア東部を走るピンドス山脈は、ディナル・アルプス山脈から続く山脈であり、多くの支脈を有する。ペリフェリアの最高峰は北部にあるスモリカス山（2,637m）であり、ピンドス山脈の最高地点でもある。スモリカス山周辺には、ティムフィ山（2,497 m）や Lygkos山（2,249 m）がある。主要な山には、アルバニアとの国境に位置する最北東部のグラモス山（2,523 m）、南東部のズメルカ山（2,356 m）、南西部のトマロス山（1,976 m）、ヨアニナに近いミチケリ山（1,810 m）がある。
イオニア海沿岸にあるが、低地と言えるような平地は、アルタ・プレヴェザを含むアンヴラキコス湾北岸の平野、パラミティア・ファナリ間のアヘロン平野、イグメニツァとサギアダ間の平野程度しかない。
イピルス地方を流れる主要な川には、ピンドス山脈に源流を発して北東部を北西方向へ流れ、アルバニア領に入るアオウス川（アルバニア名: Vjosë川）がある。このほか、中央部を流れてイオニア海に注ぐアヘロン川（古名: アケローン川）・ティアミス川（カラマス川）、東南部を流れてアンヴラキコス湾に注ぐアラフトス川が挙げられる。石灰岩質の山塊は多くの峡谷を作り出しており、「世界で最も深い谷」とされるヴィコス峡谷もイピルスにある。主要な湖沼にはヨアニナ湖（パンボティス湖）があり、首府ヨアニナはそのほとりにある。
ヨアニナ県にはヴィコス・アオウス国立公園 (Vikos–Aoös National Park) やピンドス国立公園 (Pindus National Park) がある。

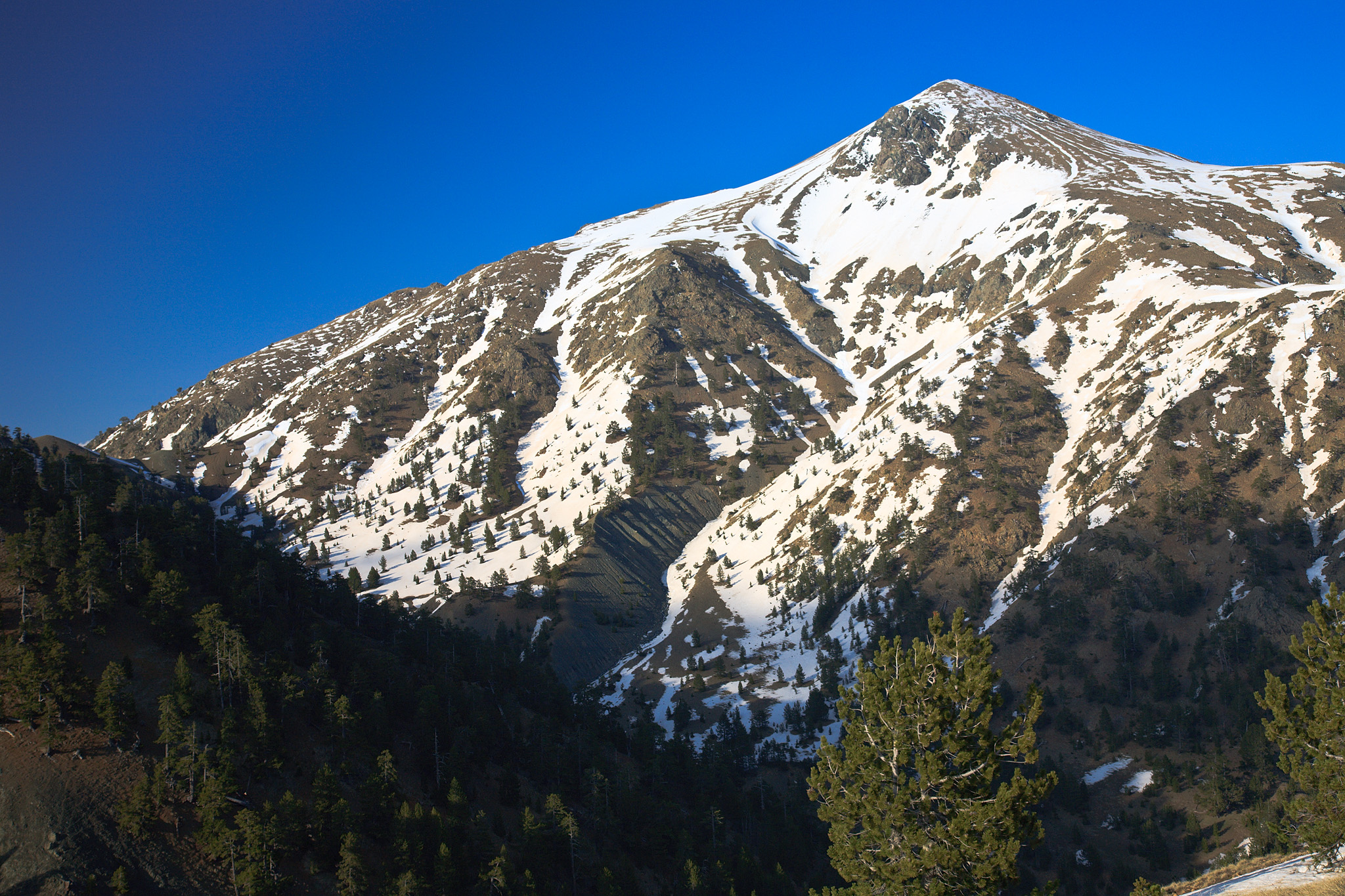
スモリカス山
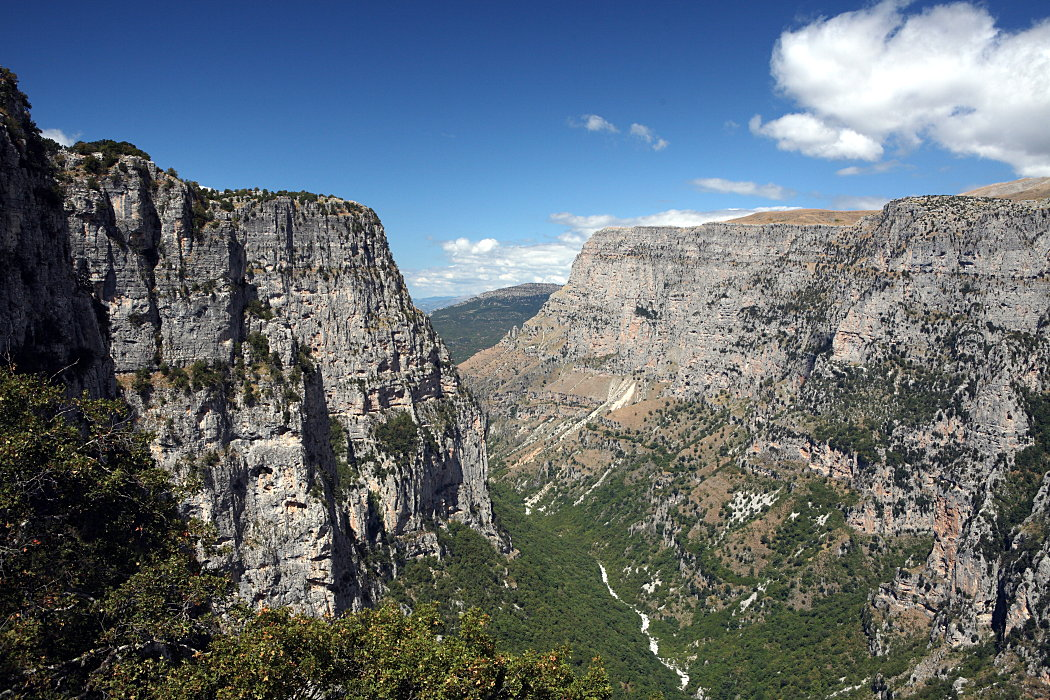
ヴィコス峡谷
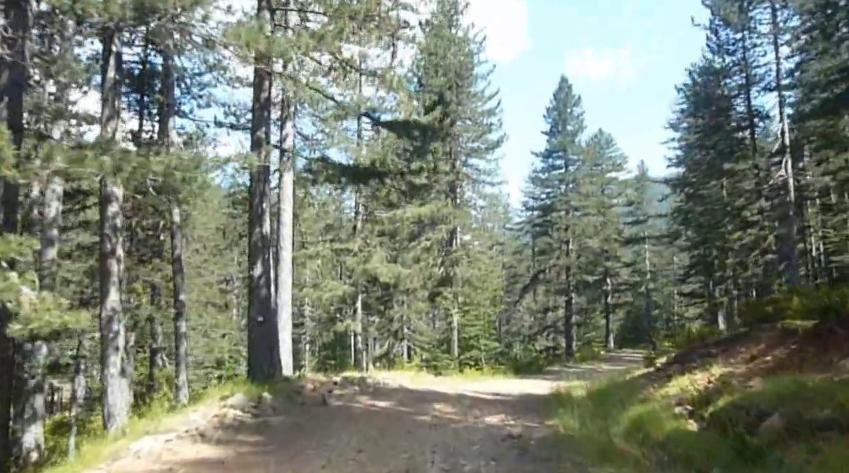
ピンドス国立公園
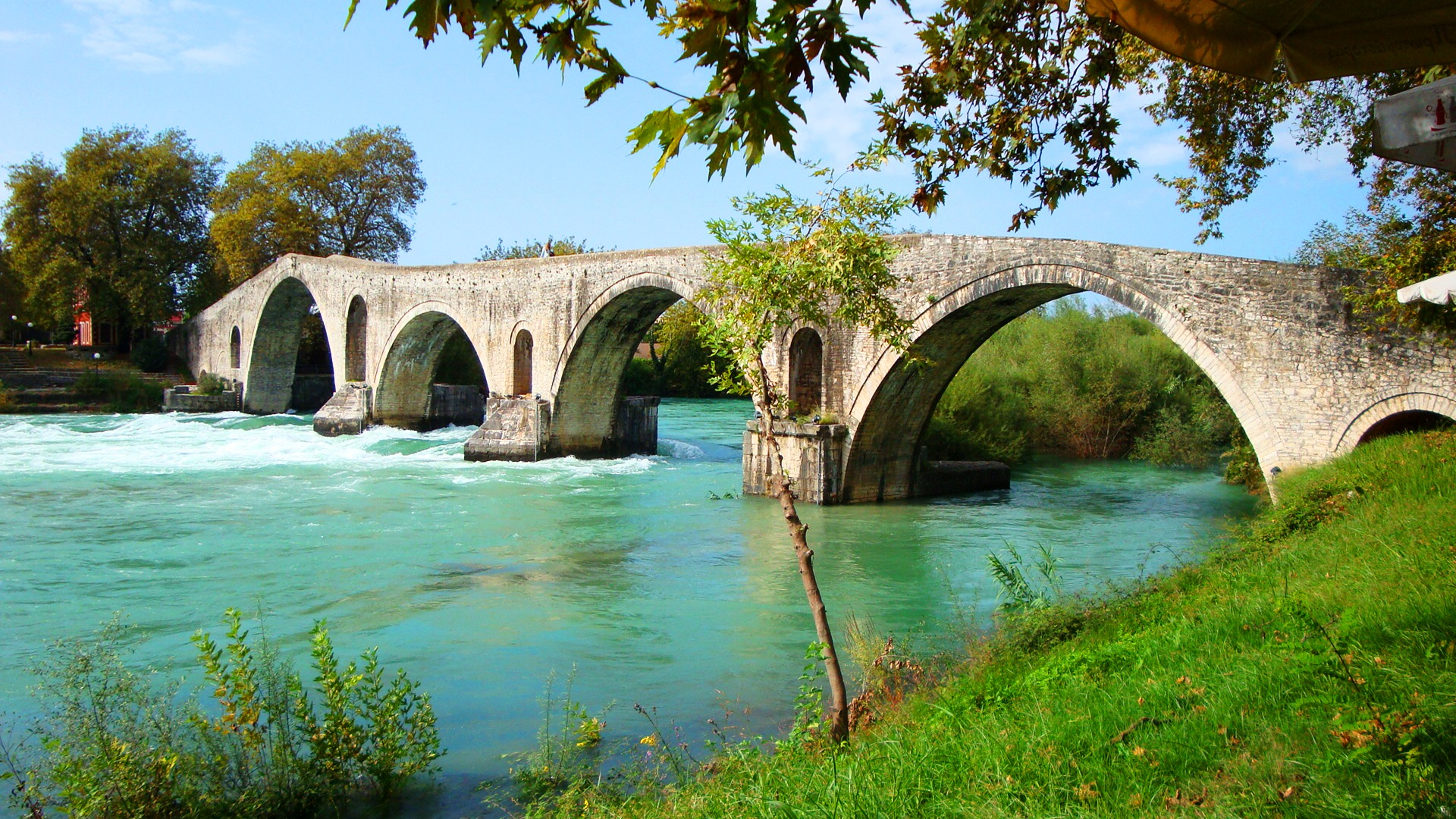
アラフトス川とアルタ橋

### 気候
イピロスは地中海性気候であるが、内陸部は高山気候である。イオニア海から吹く風によって、ピンドス山脈の風上側に広がるイピロスの降水量はギリシャの他の地域よりも多い。

### 主要な都市
イピロス地方最大の都市は、中部に位置する首府ヨアニナ（都市人口61.629人、2001年国勢調査、以下同じ）である。イピロス地方の人口は、工業やサービス業が盛んなヨアニア周辺に集中している。
イオニア海沿岸部には、南部にアルタ（19,435人）およびプレヴェザ（16,321人）、西部にイグメニツァ（8,722人）がある。

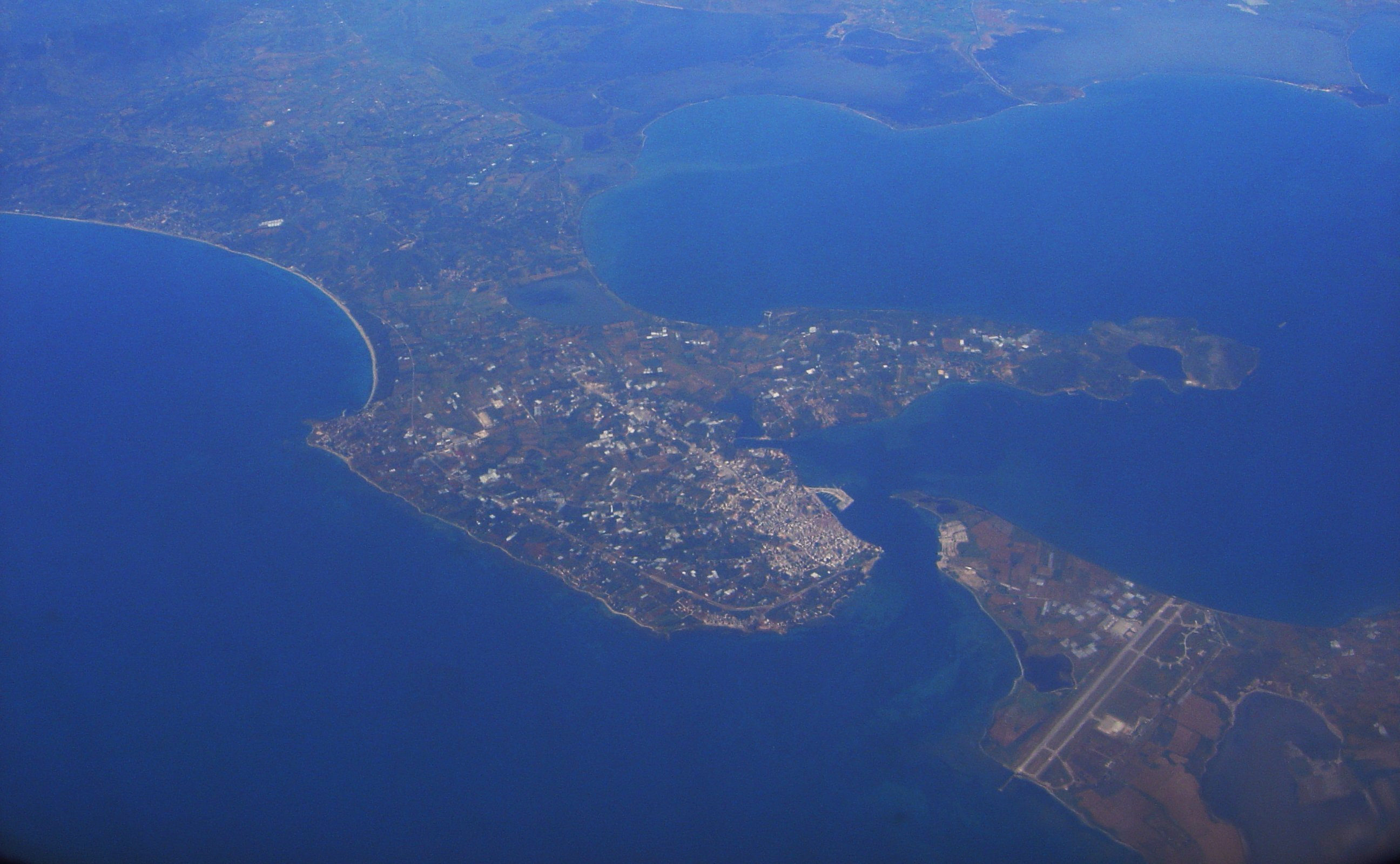
プレヴェザ市街
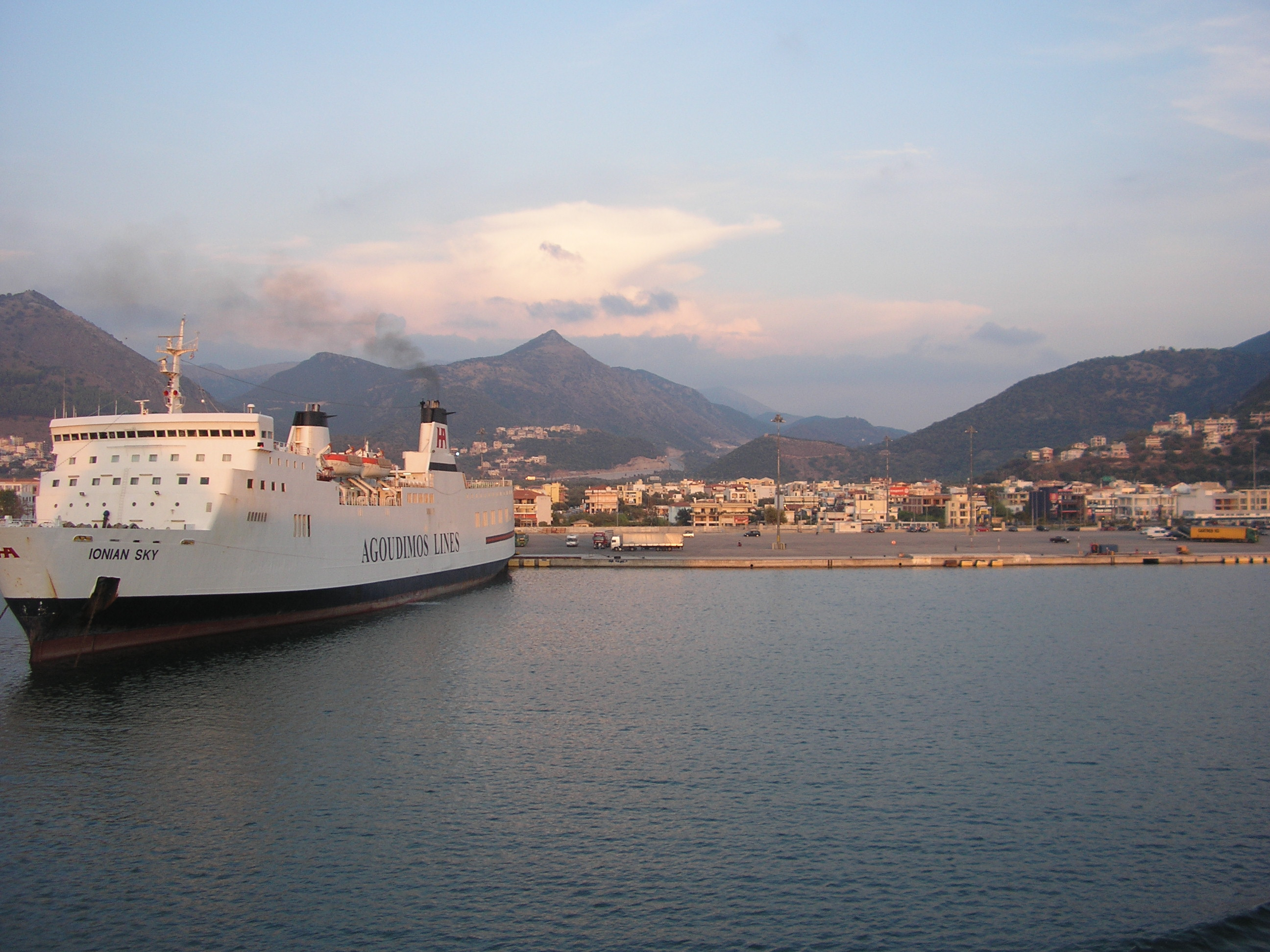
イグメニツァ港

## 歴史

### 古代

古代におけるエピロス周辺の諸部族。黒字はギリシャ人系、赤字はイリュリア人系

「イピロス」の名のもととなった古代ギリシャ語の「エーペイロス」（Ἤπειρος / Ēpeiros、現地の西北方言やドーリア方言 (Doric Greek) ではアーペイロス Ἄπειρος / Apeiros）は、「本土」「陸地」を意味していた。これは、コリントス人たちが入植したイオニア諸島に対する呼称であったと考えられている。
最初期にギリシア人によって入植され、ドリス系ギリシア人が定住した。アドリア海沿岸に住んでいたイリュリア人と接していた。
イピロスは紀元前6世紀からアキレウスの子ネオプトレモスの子孫を称するモロッシア王朝により統治された。デルポイに次ぐ格式を有していたドドナの神殿・神託所によりギリシャ各地のポリスからも重要視されていた。イピロスの王アリュバースの姪オリュンピアスはマケドニア王ピリッポス2世と結婚し、アレクサンドロス大王を生んでいる。
アリュバースの死後、アレクサンドロス1世、アイアキデスが王位を継いだ。紀元前295年に王になったピュロスはイタリア半島に侵攻し、南部イタリアおよびシチリアで共和政ローマと争った（ピュロス戦争）。

### ローマと東ローマの時代
紀元前3世紀になるとイピロスの王朝はマケドニアへの干渉を始めたが、紀元前2世紀には共和政ローマの侵攻にあい、紀元前168年ローマにより占領された。146年にはマケドニア属州の一部となり、南部が Epirus Vetus（旧エピルス）、北部が Epirus nova（新エピルス）と呼ばれるようになった。イピロスの沿岸部はローマ人の交易地として繁栄し、アドリア海沿岸とビザンティウム（のちのコンスタンティノポリス、現在のイスタンブール）とを結ぶエグナティア街道の建設（紀元前2世紀）によりさらに富を集積することとなった。
395年のローマ帝国東西分割によって、イピロスはコンスタンティノポリスを首都とする東ローマ帝国の統治下に入った。都市ヨアニナは6世紀ごろに建設されたと考えられている。中世初期にはスラブ人がイピロス地方に居住するようになったと考えられているが、その範囲や規模は明確ではない。9世紀から10世紀にかけては第一次ブルガリア帝国の領域に含まれ、バシレイオス2世によるブルガリア帝国征服により東ローマ帝国が支配を取り戻した。中世にはアルタやヨアニナにユダヤ人のコミュニティがあった。

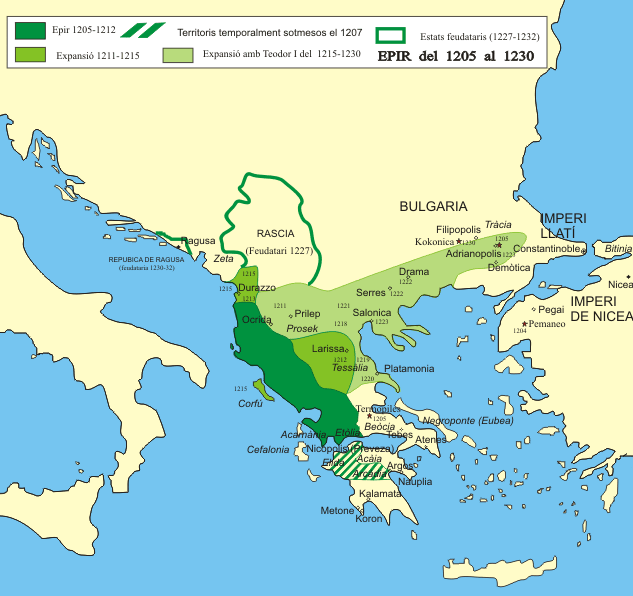
イピロス専制侯国

1204年、第4回十字軍によりコンスタンティノポリスが陥落すると、東ローマの皇族ミカエル・アンゲロスは、アイトーリアとイピロスを占領し、アルタを首府とした亡命政権を樹立した（イピロス専制侯国）。イピロスは小アジアのニカイア帝国と並ぶ東ローマ系勢力の拠点となった。専制侯国の支配者たちは、現ピンドス山脈以西や現在のアルバニアの大部分、テッサリア、マケドニアを統治下に置いた。この時代に「イピロス」の地名が、北はドゥラキウム（現アルバニア領ドゥラス）から南はアンヴラキコス湾に至る海沿いの地域の全域を指し示すようになった。1337年には、ニカイア帝国が復興させた東ローマ帝国がイピロスを併合した。
1348年、東ローマ帝国の内紛に乗じ、セルビア王国のステファン・ウロシュ4世ドゥシャンがイピロスを征服した。これを支えたのがアルバニア人傭兵であり、イピロスにおけるアルバニア人の活動が記録された最初の例である。東ローマ帝国は諸侯国としてヨアニナのイピロス専制侯国を再設置することで地域支配の回復を図ったが、アルバニア人たちが大部分の地域を支配下に収めた。アルバニア人に対抗したヨアニナのギリシャ人たちは、セルビア人のトマ・プレリュボヴィ（1367年 – 1384年）、フィレンツェ人の血を引くエザウ・ブオンデルモンティ（1385年 – 1411年）、ケファロニア島の貴族カルロ1世トッコ（1411年 – 1429年）といった歴代の外来のイピロス専制侯を支え、カルロ1世トッコはアルバニア人諸氏族を下してイピロスの統一を回復することに成功した。しかし、内紛が生じたためにオスマン帝国はこの地を容易に征服することになった。1430年にヨアニナ、1449年にはアルタ、1460年にはアンゲロカストロが陥落し、1479年にヴォニツァが陥落したことによって、ヴェネツィア人が治めるイオニア諸島をのぞくギリシャ本土の「フランク人」（ムスリム側からの西欧人を総称する呼称）支配は終焉を迎えた。

### オスマン帝国の時代
オスマン帝国の支配は15世紀から約500年にわたって続くが、イピロスはしばしばオスマン帝国の完全な支配から外れている。ヒマラ（現アルバニア領Himarë）やザゴリは、オスマン帝国の支配に対する抵抗を組織し、一定程度の独立を保った。1443年にはオスマン帝国に臣従していたアルバニアの貴族スカンデルベクが反旗をひるがえし、イピロスの北部も彼の支配下に入った。1468年にスカンデルベクが病死するとヴェネツィアの支配下に入り、オスマン帝国がヴェネツィア人を下してイピロスの支配を回復するのには15世紀の終わりまでかかることとなった。
16世紀から19世紀にかけて繁栄の時期を迎えたヨアニナは、近代ギリシャ啓蒙運動の中心地となり、多くの学校がつくられた。18世紀になるとオスマン帝国の力が陰り始め、イピロスはアルバニアの豪族出身のテペデレンリ・アリー・パシャに支配された。アリー・パシャは1788年にオスマン帝国から地方総督として任命されたが、ヨアニナを中心とし現在のギリシャ西部からアルバニアにまたがる半独立国を築き上げた。その時々に応じてフランス帝国やイギリスとも手を結んだアリー・パシャは、1821年にギリシャ独立戦争が開始されると独立を確保しようとしたが、バルカン半島におけるこれ以上の勢力の後退を嫌うオスマン帝国政府により1822年に殺害された。ギリシャが独立した後もイピロスはオスマン帝国領にとどまった。

### ギリシャとアルバニアのあいだ

20世紀初頭の「イピロス」
赤い線：現在の国境。赤い点線：「北イピロス自治共和国」の境界。グレー：歴史的なイピロスのおおむねの範囲。オレンジ：現ギリシャのイピロス地方。緑：20世紀初頭の「北イピロス」におけるギリシャ人集住地域のおおむねの範囲。

1878年のベルリン会議によってイピロスの大部分はギリシャ（ギリシャ王国）が獲得することとなった。しかしオスマン帝国と、アルバニア人の政治機関であるプリズレン連盟の反対を受け、1881年にイギリスの仲介によって一部（アルタ）のみがギリシャに割譲された。
1912年10月、ギリシャを含むバルカン同盟諸国がオスマン帝国に宣戦を布告し、バルカン戦争が勃発した。第一次バルカン戦争（1912年10月 – 1913年5月）ではギリシャ軍はイピロス全域を占領した。ロンドン条約（1913年5月）によって、ヨアニナなどのイピロス南部がギリシャ領として認められる一方、アルバニア公国の独立が承認された。引き続き行われた第二次バルカン戦争 (Second Balkan War) 後、ブカレスト条約（1913年）によって境界線が引きなおされたが、イピロスの北部はアルバニア領として残った。この条約の結果、少なからぬギリシャ人が暮らす地域がアルバニア側とされたため、地元のギリシャ人たちの間では不評であった。ギリシャ人たちは、アルバニア側のギリシャ人地域を「北イピロス」と呼び、民族統一主義に基づき回復されるべき土地と考えた。「北イピロス」のギリシャ人たちは蜂起をおこなって独立を主張、1914年2月に北イピロス自治共和国の建国を宣言した。激しいゲリラ戦の末、1914年5月に北イピロスとアルバニアの代表によるコルフ議定書が取り交わさる。この議定書では北イピロスのギリシャ人がアルバニアの主権のもとで完全な自治権を持つことが列強によって承認された。
しかし、1914年7月に第一次世界大戦が勃発。成立間もないアルバニア公国は、国内に生じた反乱によって崩壊し、地方政府が乱立した。「北イピロス」には1914年10月にギリシャ軍が進駐した（1916年9月からはイタリア・フランスもイピロスの占領に加わった）。1915年3月に結ばれた戦後のアルバニアの措置に関する協定において、北アルバニアはイタリア領とし、アルバニア南部（北イピロス）はギリシャ人自治区とすることが決定された。一方で、ギリシャ王国も第一次世界大戦への対応を巡って国内が分裂した。
第一次世界大戦後のパリ講和会議（1919年）において、北イピロスはギリシャが獲得することとなった。しかし、希土戦争（1919年 - 1922年）でギリシャが敗北したことや、アルバニアに利権を持っていたイタリアの要求により、ギリシャは北イピロスを保持できなくなった。1924年にこの北イピロスはアルバニアに統合された。

### 第二次世界大戦
イタリアは1939年にアルバニアを併合し（イタリアのアルバニア侵攻）、1940年10月には親英国であったギリシャに宣戦を布告してイピロスに侵攻を開始した。しかしながらイタリア軍は撃退され、ギリシャ軍が逆にアルバニア側に侵攻して北イピロスを占領下に置いた。これは、第二次世界大戦における連合軍の最初の戦術的な勝利であった（ギリシャ・イタリア戦争）。
1941年4月、ナチス・ドイツ軍がギリシャに侵攻し、イピロスは激戦地となった（ギリシャの戦い）。
同年4月23日、ドイツ国防軍とイタリア軍、ギリシャ軍の各代表により休戦協定が締結され、イピロスにおけるギリシャ軍による抵抗は終結した。
枢軸国占領下のギリシャはドイツとイタリアが分割統治を行ったが、イピロス全域はイタリアによる軍政下に置かれ、メツォヴォにはアルーマニア人の祖国という名分のもとにピンドス公国が樹立された。1943年にイタリア王国が降伏すると、ドイツが占領者となった。イピロスでは、山岳地帯を利用してELASを中心にレジスタンス活動が行われた（ギリシャでのレジスタンス活動）。

### 第二次世界大戦後
第二次世界大戦後のギリシャ内戦においてもイピロスの山岳地帯が激しい戦闘の場となった。1949年、アルバニア国境のグラモス山で最後の戦闘が行われ、左派のDSEの敗北によって内戦は終結した。DSEを支援していたアルバニアとギリシャの戦争状態は、イピロスの領有権問題などの要素も相まって公式には1987年まで残った。1980年代から、ギリシャが北イピロスに対する領有権を取り下げ、両国の間の戦争状態を終結させるなど、関係改善の努力が行われた。

## 社会

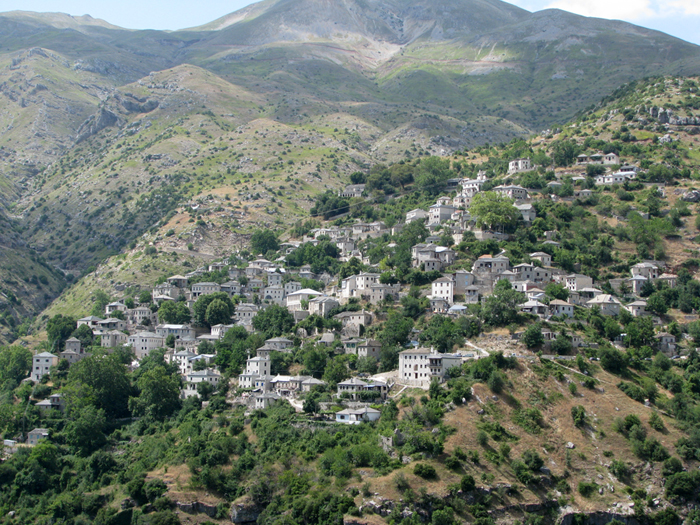
シラコ（ヨアニナ県北ズメルカ市）。アルーマニア人の村である。この村出身のイオアニス・コレティスは、アルーマニア人であり、大ギリシャ主義の主唱者であった

### 住民
2021年の国勢調査によれば、イピロス地方の人口は約32万である。これは、13ペリフェリアの中で人口の少ない部類に属する。これには、20世紀に繰り返された戦争や、経済状況によって大量の移民が流出したことが影響している。
住民の大半は民族的なギリシャ人であるが、マイノリティとして中世以来この地に暮らすアルーマニア人やアルバニア人がいる。ギリシャ政府の国勢調査では民族や言語についての調査を行っていないため、マイノリティの動向は公式には把握されておらず、マイノリティ言語の公教育も行われていない。
アルーマニア人（ヴラフ人）は、ルーマニア語によく似たアルーマニア語とよばれるロマンス語を用いる民族集団で、バルカン半島南部に広く分布している。イピロス地方はアルーマニア人の多くが暮らす地域である。ギリシャ独立戦争で活躍した政治家で、大ギリシャ主義（メガリ・イデア）を唱えたイオアニス・コレティスも、イピロス出身のアルーマニア人である。ギリシャ政府はアルーマニア人を少数民族ではなく民族的なギリシャ人の一部と見なしており、アルーマニア語による教育は行われていない。アルーマニア人コミュニティには、自身をギリシャ人であるとみなす派と、アルーマニア人としてのアイデンティティを主張する派が存在している。
現在のアルバニアとの国境線はバルカン戦争後の1913年に引かれたが、この時に多くのアルバニア人の村がギリシャ側となった（同様に、ギリシャ人の村や町がアルバニア側の「北イピロス」と呼ばれる地域になった。「北イピロス」という言葉はおもにギリシャ人によって使われ、アルバニア人側からは拒否感をもって受け止められている）。テスプロティア県などの沿岸地域には、アルバニア人の一派であるチャム・アルバニア人が暮らしていたが（おもにアルバニア人からは「チャメリア」の地域名で呼ばれるが、多くのギリシャ人からは忌避感を持って受け止められる）、イピロスにおけるアルバニア人の動向は公式には把握されていない (Albanian communities in Greece) 。

### 産業
イピロス地方に天然資源は少なく、山岳地帯の痩せた土地は大規模な農業の展開には適していない。農業や漁業も行われているものの、食糧はギリシャの他地方からの移入に頼らざるを得ない。古来重要な産業は羊やヤギの牧畜であり、ギリシャ市場の食肉の45％以上を供給している。また、イピロス地方にはギリシャの有名な乳製品メーカーの多くが本拠地を置いており、とりわけフェタチーズ（羊あるいは山羊の乳からつくられるチーズの一種）の生産で知られている。このほか、ヨアニア周辺ではタバコが栽培されている。
重要な産業部門としては観光業も挙げられ、とくにエコツーリズムが盛んである。美しい自然や、絵に描いたような農村の風景が、イピルスを訪れる観光客の目を楽しませる。

## 行政区画

イピロス地方

### 県
イピロス地方は、以下の4つの行政区（περιφερειακές ενότητες、ペリフェリア構成地区）から構成されている。これらの地区は、2010年の地方制度改革（カリクラティス改革）以前は自治体としての県（ノモス、νομός）であった。
|   | 行政区名                          | 綴り                 | 政庁所在地   | 面積 （Km²） | 人口 （2021年） |
| - | --------------------------------- | -------------------- | ------------ | ------------ | --------------- |
| 1 | アルタ                            | Άρτα Arta            | アルタ       | 1,662        | 63,732          |
| 2 | テスプロティア （セスプロティア） | Θεσπρωτία Thesprotia | イグメニツァ | 1,515        | 40,804          |
| 3 | ヨアニナ （イオアニナ）           | Ιωάννινα Ioannina    | ヨアニナ     | 4,990        | 160,773         |
| 4 | プレヴェザ                        | Πρέβεζα Preveza      | プレヴェザ   | 1,036        | 54,682          |

### 市
| - アルタ県 - アルタ - ゲオルギオス・カライスカキス - 中央ズメルカ - ニコラオス・スクファス - テスプロティア県 - イグメニツァ - スーリ - フィリアテス | - ヨアニナ県 - ヨアニナ - 北ズメルカ - ドドニ - ザゴリ - ジツァ - コニツァ - メツォヴォ - ポゴニ - プレヴェザ県 - プレヴェザ - ジロス - パルガ |

## 交通
域内に鉄道路線はない。

### 道路

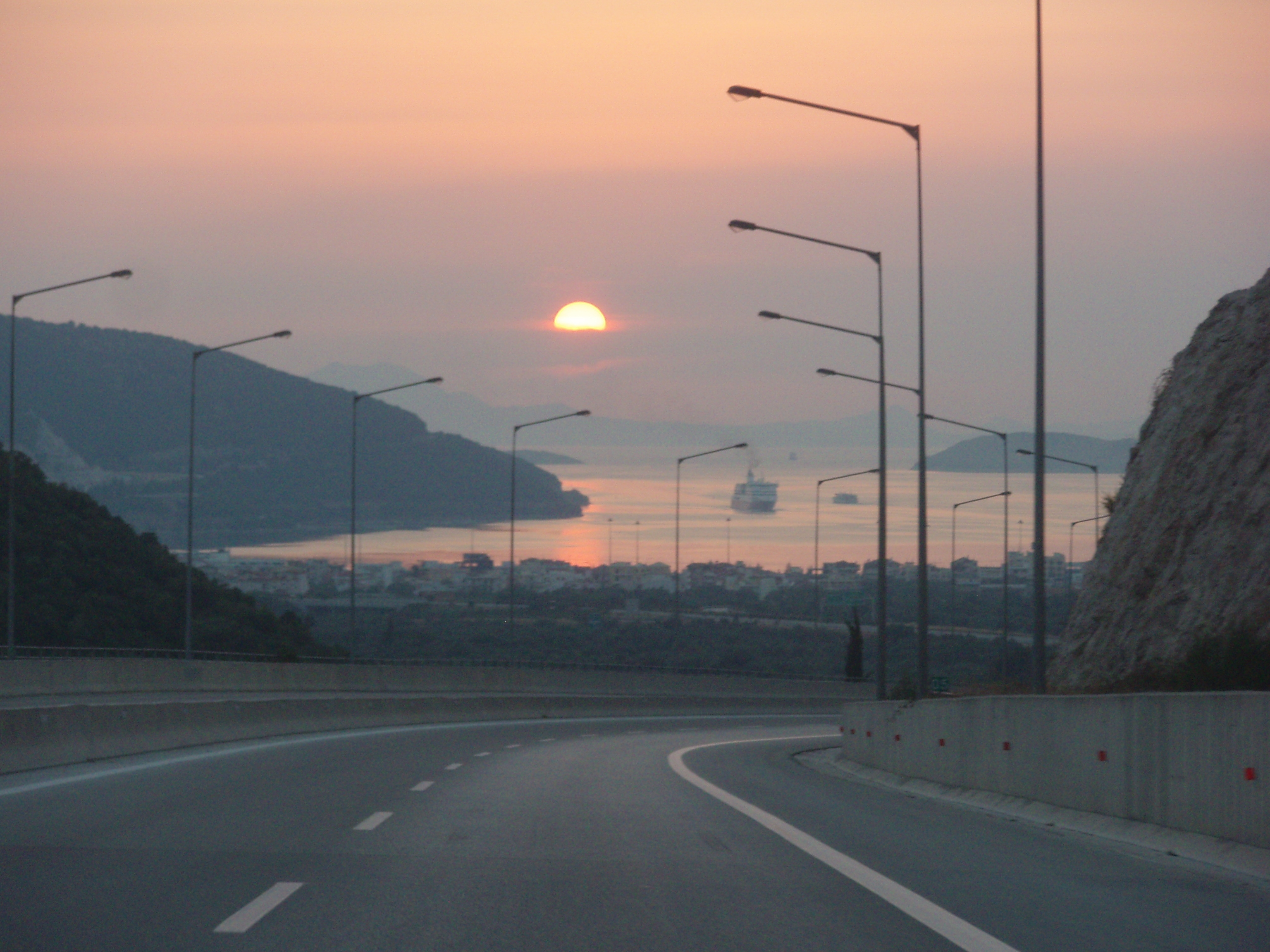
イグメニツァ付近のA2号線

イグメニツァは、イタリアとギリシャを結ぶ交通の起点となっている。古代のエグナティア街道の名を用いた高速道路（A2「エグナティア街道（高速道路）」、E90の一部を構成する）が建設され、ギリシャ北部を横断する。2017年には、ヨアニナとパトラを結ぶA5「イオニア高速道路」 (Ionia Odos) が開通した。
〔　〕内の地名はペリフェリア外を示す。
欧州自動車道路
- E55号線 (en)  : 〔… ブリンディジ〕 - イグメニツァ - プレヴェザ - 〔パトラ - …〕
- E90号線 (en)  : 〔… ブリンディジ〕 - イグメニツァ - ヨアニナ - コニツァ（英語版） - 〔コザニ - テサロニキ - …〕
- E92号線 (en)  : イグメニツァ - ヨアニナ - 〔ラリサ - ヴォロス〕
- E853号線 (nl)  : 〔アルバニア国境〕  - ヨアニナ
- E951号線 (nl)  : ヨアニナ - アルタ - 〔メソロンギ〕

主要な高速道路・自動車道路
- A2号線  (en)  : イグメニツァ - ヨアニナ - コニツァ - 〔コザニ - テサロニキ - …〕
- GR-5号線  (en)  : ヨアニナ - アルタ - 〔メソロンギ - リオ（英語版）〕
- GR-6号線  (en)  : イグメニツァ - ヨアニナ - メツォヴォ（英語版） - 〔ラリサ - ヴォロス〕
- GR-18号線  (en)  : イグメニツァ - プレヴェザ
- GR-20号線  (en)  : ヨアニナ - コニツァ - 〔コザニ〕

### 港湾
イグメニツァ港はギリシャの主要港湾の一つである。
- イグメニツァ港
- プレヴェザ港

### 空港
国内空港が2つある。
- ヨアニナ空港（英語版）

ヨアニナ郊外に位置する。「イピロス空港」の別名を持つ。
- アクティオ空港（英語版）

プレヴェザ郊外（市街から南へ4km）に位置する軍民共用の空港であるが、所在地はイピロス地方ではなく西ギリシャ地方（アクティオ＝ヴォニツァ市）に属する。「レフカダ空港」の別名を持ち、レフカダ（イオニア諸島・レフカダ島）とプレヴェザの窓口となっている。

## 人物

### 著名な出身者
- イオアニス・コレティス - 19世紀の政治家。シラコ出身のアルーマニア人。
- カロロス・パプーリアス - 第7代ギリシャ共和国大統領（在任: 2005年 - 2015年）。ヨアニナ出身。